# Mesolamprops abyssalis
Mesolamprops abyssalis är en kräftdjursart som beskrevs av Daniel Reyss 1978. Mesolamprops abyssalis ingår i släktet Mesolamprops och familjen Lampropidae. Inga underarter finns listade i Catalogue of Life.